# 下沃夫基夫齊
49°21′49″N 26°52′1″E / 49.36361°N 26.86694°E
下沃夫基夫齊（羅馬化：Nyzhchi Vovkivtsi）是位於烏克蘭西部赫梅利尼茨基州赫梅利尼茨基區羅茲索沙市鎮的村莊。該村面積1.02平方公里，海拔高度326米，2001年人口391，人口密度每平方公里383.3人。